# Neivamyrmex compressinodis
Neivamyrmex compressinodis é uma espécie de formiga do gênero Neivamyrmex.